# Allegaeon
Allegaeon (čitaj: uh-lee-juhn) je tehnički melodični death metal sastav iz Fort Collinsa.

## Povijest sastava
Sastav je 2008. godine osnovao gitarist Ryan Glisan, a ubrzo su mu se pridružili drugi gitarist Greb Burgess, pjevač Ezra Haynes i basist Corey Archuleta. Iste godine objavljuju EP s 4 pjesme, koje je producirao Dace Otero, poznat po radu sa sastavima Cephalic Carnage i Matriden. Izdanjem su privukli pažnju diskografske kuće Metal Blade, s kojom potpisuju ugovor 2009. godine. Potom snimaju svoj debitantski studijski album Fragments of Form and Function, koji je objavljen 20. srpnja 2010. Album je dobio mnoge pozitivne kritike, te su njime stekli brojne nove obožavatelje. U siječnju 2012. započeli su sa snimanjem drugog studijskog albuma Formshifter s producentom Danielom Castlemanom, te je objavljen 8. svibnja 2012. Godine 2013. Ryan Glisan napušta sastav te osniva novi s Timom Lambesisom iz As I Lay Dyinga nazvan Pyrithion. Novi članovi postaju Michael Stancel te bubnjar Brandon Park umjesto Jordona Belfasta. U lipnju 2014. objavljuju novi album Elements of the Infinite te snimaju spotove za pjesme "1.618" i "Our Cosmic Casket". Godine 2015. pjevač Ezra Haynes napušta sastav, a zamjenjuje ga Riley McShane, poznat po radu sa sastavima Son Of Aurelius, Inanimate Existence i Continuum. Svoj četvrti studijski album Proponent for Sentience objavljuju u rujnu 2016., te na njemu gostuju gitarist Ben Ellis (iz sastava Bloodshot Dawn i Scar Symmetry) te Björn "Speed" Strid, pjevač Soilworka.

## Članovi
Trenutačna postava
- Corey Archuleta — bas-gitara (2008.-danas)
- Greg Burgess — gitara (2008.-danas)
- Brandon Park — bubnjevi (2013.-danas)
- Michael Stancel — gitara (2013.-danas)
- Riley McShane — vokali (2015.-danas)

Bivši članovi
- Aaron Donoho — bas-gitara
- Mikey Papajohn — bas-gitara
- Jordon Belfast — bubnjevi
- Ryan Glisan — gitara (2008. – 2013.)
- James Cummings — vokali
- Ezra Haynes — vokali (2008. – 2015)

## Diskografija
Studijski albumi
- Fragments of Form and Function (2010.)
- Formshifter (2012.)
- Elements of the Infinite (2014.)
- Proponent for Sentience (2016.)
- Apoptosis (2019.)
- Damnum (2022.)

EP-ovi
- Allegaeon (2008.)

## Vanjske poveznice
- Službena Facebook stranica